# Еник тип L91
Еник тип L91 (фр. Unic Type L91) је аутомобил произведен 1928. године од стране француског произвођача аутомобила Еник.